# Yuki-onna

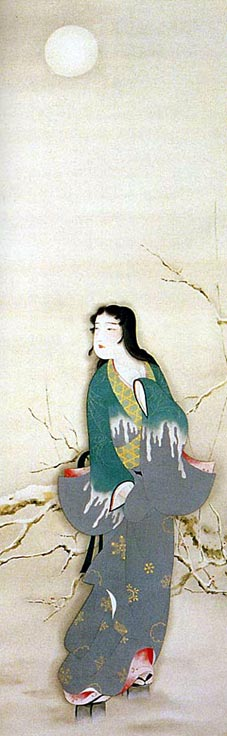
Yuki-onna

Yuki-onna (jap. 雪女; dosł. kobieta śniegu) – nadnaturalny byt szczególnie znany w północnych prefekturach Japonii, które zimą są zasypywane grubą warstwą śniegu, pojawiał się najczęściej podczas śnieżnych dni. Często mylona z innym yōkai – yama-uba, mimo iż są to postaci odrębne. Spotykany również pod innymi nazwami: yuki jorō (śnieżna kobieta), yuki anesa (śnieżna siostra), yuki banba (śnieżna baba), yuki hime (śnieżna księżniczka), yuki nyōbō (śnieżna dama).

## Wygląd
Yuki-onna pojawia się w nocy, gdy pada śnieg i zazwyczaj ukazuje się jako wysoka, piękna kobieta z długimi czarnymi włosami i czerwonymi ustami. Jej nieludzko blada, a nawet przezroczysta skóra sprawia, że wtapia się w śnieżny krajobraz (według opisu Lafcadio Hearna ze zbioru opowiadań Kwaidan, czyli opowieści niesamowite). Czasem nosi białe kimono, ale według innych przekazów chodzi nago. Ma nieludzko piękne ciało, ale jej oczy mogą przerazić śmiertelników. Unosi się nad śniegiem, nie pozostawiając żadnych śladów (niektóre opowieści mówią, iż nie ma nóg). Jeśli wyczuje zagrożenie może przekształcić się w obłok mgły lub śniegu.

## Zachowanie
Według niektórych opowieści, śnieżna dama spycha ludzi w przepaść, jeśli odwrócą się do niej plecami. W innych opowieściach daje do potrzymania napotkanemu człowiekowi dziecko. Jest tak ciężkie, że obdarowany zapada się głęboko w śnieg i już nie może się z niego wydostać. Takie przypadki często przydarzają się rodzicom zapuszczającym się w góry w poszukiwaniu swoich zaginionych dzieci.
Jednak najpopularniejszą historią o śnieżnej damie jest opowieść o drwalach, którzy zaskoczeni w górach gwałtowną burzą śnieżną znajdują schronienie w opuszczonej chacie. Nocą, w środku burzy przychodzi do nich piękna kobieta o białej cerze, składa pocałunek na ustach jednego z drwali, który natychmiast zamarza. Drugi człowiek widząc całą sytuację, pragnie uciec od kobiety, lecz jest zbyt przerażony. Dama stwierdza, iż zostawi go przy życiu, ale ma on zachować w absolutnej tajemnicy wszystko, co widział tej nocy. Drwal wraca do swoich przyjaciół i dość długo choruje.
Jakiś czas po przykrej przygodzie w górach, wybiera się znów do lasu, gdzie przypadkowo spotyka zagubioną dziewczynę. Wyprowadza ją z lasu i zaprasza do siebie do domu, młoda kobieta jest piękna i sympatyczna, przez co od razu przypada do gustu również matce drwala. Drwal żeni się z kobietą, którą uratował, rodzą się im dzieci, a lata mijają beztrosko. Piękna żona drwala ma jednak niezwykłą cechę – mimo upływu lat zachowuje młody wygląd. Jej mąż nie jest co prawda szczególnie zaniepokojony, ale patrząc na nieprzemijającą urodę żony, zaczyna wspominać dawną przygodę w górach. Wreszcie ulega pokusie opowiedzenia wszystkiego ukochanej, która słysząc opowieść ulega przemianie. Staje przed drwalem w swojej prawdziwej postaci i wyjawia swoją tożsamość. Jednakże daruje życie bohaterowi, jako ojcu ich dzieci, ale tylko pod warunkiem, że będzie się dobrze nimi zajmował.
W prefekturze Gifu mówiło się, że - podobnie jak jednonogi yuki nyūdo (śnieżny łysol) – w dni kiedy padał śnieg yuki-onna chodziła za ludźmi po ich śladach. W wiosce Tōno wierzono iż piętnastego dnia zimowych miesięcy śnieżna kobieta przychodziła i porywała dzieci, które wieczorami bawiły się na zewnątrz. W prefekturze Yamagata w rejonie Oguni wierzono, że yuki-onna mimo iż ma dużo własnych dzieci, pragnie ich ciągle więcej. Gdy usłyszy płacz dziecka, od razu się do niego udaje. W Oguni na zamieć śnieżną uderzającą w drzwi mówiło się "gładzenie drzwi przez yuki jōro". Rodzice straszyli dzieci, które nie chciały spać, tłumacząc im, że to yuki-onna gładzi drzwi, szukając w nich dziury, aby móc wejść do środka i je uprowadzić.